# Татјана Маслани
Татјана Маслани (енгл. Tatiana Maslany; Реџајна, 22. септембар 1985) је канадска глумица.

## Биографија
Татјана Маслани је рођена у граду Реџајни у Канади 1985. године. 
Показала је велико интересовање за плес још од своје четврте године, а глумачку каријеру започела је у народном позоришту и мјузиклима са само девет година. Похађала је средњу школу Др Мартин Леболдус. Школу је завршила 2003. године. Током свог школовања, Татјана се бавила глумом. Док је била у средњој школи наилазила је на бројне глумачке послове. Радо је прихватала сваку понуду која је укључивала глуму. Пар месеци је радила, а потом би се враћала у школу.
С обзиром да је рођена у вишенационалној породици, Татјана од детињства говори четири светска језика: енглески, немачки, француски и шпански.
Татјана је у вези са велшким глумцем Томом Каленом од 2011. године. Упознали су се у Будимпешти док су снимали мини серију Свет без краја за Канал 4. Тренутно живе у Лос Анђелесу.

## Каријера

### Филмографија
| Улоге Татјана Маслани |                              |                     |       |          |
| Година                | Српски назив                 | Изворни назив       | Улога | Напомена |
| 2000.-те              |                              |                     |       |          |
| 2004.                 | Фатална Џинџер 2: Ослобођена | Дух                 |       |          |
| 2007.                 | Гласници                     | Линдзи Ролинс       |       |          |
| 2007.                 | Дневник мртвих               | Мери Декстер        |       |          |
| 2007.                 | Ускршња обећања              | Татјана             |       |          |
| 2007.                 | Касни делови                 | Индија              |       |          |
| 2008.                 | Одсјај генија                | Старија Кети        |       |          |
| 2009.                 | Бранитељ                     | Олга                |       |          |
| 2009.                 | Одрасла филмска звезда       | Руби                |       |          |
| 2009.                 | Опасна мета                  | Панк Ред            |       |          |
| 2010.-те              |                              |                     |       |          |
| 2010.                 | Горе и доле                  | Девојка             |       |          |
| 2010.                 | Искупљење                    | Маргарет            |       |          |
| 2010.                 | Тоалет                       | Лиса                |       |          |
| 2011.                 | Седам грехова: пожуда        | Женски глас         |       |          |
| 2011.                 | Дарла                        | Пријатељица         |       |          |
| 2011.                 | Крвава отмица                | Џена                |       |          |
| 2011.                 | Вајолет и Дејзи              | Ејприл              |       |          |
| 2012.                 | Чекајући тебе                |                     |       |          |
| 2012.                 | Завет                        | Лили                |       |          |
| 2012.                 | Дан сликања                  | Клер                |       |          |
| 2012.                 | Крвни притисак               | Кет                 |       |          |
| 2014.                 | Кес и Дилан                  | Дилан Морган        |       |          |
| 2015.                 | Жена у златном               | Млада Марија Олтман |       |          |
| 2016.                 | Друга половина               | Емили               |       |          |
| 2016.                 | Два љубавника и медвед       | Луси                |       |          |
| 2016.                 | Даље од свега                | Френ                |       |          |
| 2017.                 | Јачи                         | Ерин Харли          |       |          |
| 2018.                 | Уништитељ                    |                     |       |          |
| 2018.                 | Розе зид                     | Џена                |       |          |

### Серије
| Улоге Татјана Маслани |                      |               |                                                                                      |          |
| Година                | Српски назив         | Изворни назив | Улога                                                                                | Напомена |
| 2008.                 | Садашња звезда       |               | Цепелин Дајер                                                                        |          |
| 2008−2010.            | Срце земље           |               | Кит Бејли                                                                            |          |
| 2009−2011.            | Бити Ерика           |               | Сара Векслер                                                                         |          |
| 2010.                 | Рођење Исусово       |               | Мери                                                                                 |          |
| 2012.                 | Свет без краја       |               | Сестра Мер                                                                           |          |
| 2013−2017.            | Црно сироче          |               | Сара Менинг/Елизабет Чајлдс/Алисон Хендрикс/Козма Најхаус/Хелена/Рејчел Данкан/Разни |          |
| 2013.                 | Паркови и рекреација |               | Нађа Стаски                                                                          |          |
| 2022.                 | Жена-Хулк: Адвокат   |               | Џенифер Волтерс / Жена-Хулк                                                          |          |

## Награде и признања
- Награда Џемини за најбољи наступ гостујуће глумице у драмској серији 2009. и 2010. године за улоге у серијама До усијања и Крварење и чудесни лекови
- Посебна награда судија за одличан наступ на Филмском Санденс фестивалу 2010. године за улогу у Одраслој филмској звезди
- Канадска награда екрана за најбољу глумицу у главној улози 2017. године у филму Друга половина

Захваљујући својој глуми у серији Црно сироче Татјана је освојила:
- Награду Удружења ТВ критичара за индивидуално достигнуће у драми 2013. године
- Награду Млади Холивуд за најбољу нову глумицу 2013. године
- Награду по избору критичара за најбољу глумицу у драмској серији 2013. и 2014. године
- Канадску награду екрана – за најбољи наступ глумице која је дуже у главној улози 2014, 2015, 2016, 2017. и 2018. године
- Еми за програм у ударном термину за најбољу главну глумицу у драмској серији 2016. године
- Канадску награду за најбољу драмску серију 2017. године[8]